# Сташевський Артур Карлович
Артур Карлович Сташевський (справжнє прізвище Гіршфельд, псевдоніми Верховський, Степанов ; 24 грудня 1890, Мітава - 21 серпня 1937) - радянський співробітник спецслужб, державний діяч. Другий директор (1932-1934) "Торгсіна". Добре знав німецьку, французьку, англійську та польську мови . Глава об'єднаної (ІНО ВЧК - ОГПУ та РУ штабу РСЧА) Берлінської резидентури. Один із перших військових розвідників, нагороджених орденом Червоного прапора. Торговий представник СРСР Іспанії (1936-1937). Необґрунтовано репресований та посмертно реабілітований.

## Життєпис
Закінчив екстерном чотири класи гімназії. З 1905 був членом Соціал-демократії Королівства Польського і Литви.
У 1908-1918 був в еміграції. Працював міховиком-фарбувальником на фабриках у Парижі (1909-1914) та Лондоні (1914-1917).
У 1918 приїхав до Радянської Росії і вступив до РКП(б).
За завданнями «революційного уряду Литви» працював у Двінську, Вільно, Ковно, де був заарештований німцями, а потім висланий на інший бік демаркаційної лінії.
Закінчив Лефортівську школу червоних командирів (травень 1918 - січень 1919), потім був начальником партизанського загону, військкомом бригади 4-ї стрілецької дивізії, комісаром тієї ж дивізії (1918-1919). У листопаді 1919 - квітень 1920 був начальником агентурного відділення політвідділу Реввійськради Західного фронту, у квітні - грудні 1920 був начальником реєстраційного (розвідувального) відділу штабу того ж фронту під ім'ям Артур Карлович Верховський.
З січня 1921 був керівником берлінського центру Розвідупра під прикриттям, а офіційно працював секретарем торгпредства РРФСР. 
У 1925-1926 був членом правління Радторгфлоту.
У 1926-1932 працював заступником голови правління Пушногосторга і Союзпушніни.
З грудня 1932 по серпень 1934 був головою правління «Торгсіна».
З серпня 1934 по червень 1937 працював начальником Головпушніни Наркомату зовнішньої торгівлі СРСР .
У 1936-1937 був торговим представником СРСР в Іспанії.
Заарештований 8 червня 1937, 21 серпня 1937 розстріляний. Похований на Донському цвинтарі  В 1956 реабілітований.

## Публікації
- «Економіка та організація міжнародної хутрової торгівлі» (1935)
- Основи вироблення та фарбування хутра [Текст] / А. К. Сташевський ; Всесоюз. наук.-дослід. ін-т пушно-хутряного та мисливського промислового господарства «Головпушніна» НКВТ. - Москва ; Ленінград : Зовнішторгвидав, 1935. [6]